# Destroyer (tidskrift)
Destroyer – Journal of Apollonian Beauty and Dionysian Homosexuality eller Destroyer (även Destroyer Magazine, Gay Magazine Destroyer, twink magazine Destroyer och pederast magazine Destroyer) var ett svenskbaserat gaymagasin utgivet av Karl Andersson, innehållande reportage, foto, essäer, intervjuer, recensioner, krönikor, kulturartiklar och noveller. 
Destroyer grundades av Karl Andersson, en tidningsman med förflutet i Aftonbladet och Slitz och IDG och som även grundade tidningen Straight. Han är fil. mag. i lingvistik och bor i Berlin.
Magasinet trycktes och gavs officiellt ut i Tjeckien men distribuerades över hela världen via dess hemsida. Destroyer utsattes för kritik från media och organisationer som Rädda Barnen för att de skulle ha sexualiserat barn. Enligt redaktören var samtliga avklädda män i tidningen över 18 men kritikerna invände att blandningen av nakna män och påklädda barn var problematisk.

Destroyer lades ner 2010.